# Fédération du Koweït de football
Pour les articles homonymes, voir KFA.
La Fédération du Koweït de football (Kuwait Football Association (en) KFA) est une association regroupant les clubs de football du Koweït et organisant les compétitions nationales et les matchs internationaux de la sélection du Koweït.
La fédération nationale du Koweït est fondée en 1952. Elle est affiliée à la FIFA depuis 1962 et est membre de l'AFC depuis 1962 également.